# Henri Cartan
Henri Cartan, född 8 juli 1904, död 13 augusti 2008, var en fransk inflytelserik matematiker, och son till Élie Cartan, även han en berömd fransk matematiker. Cartan studerade vid École normale supérieure tillsammans med bland andra André Weil, Jean Dieudonné och Jean Leray. Tillsammans med Weil, Dieudonné, Szolem Mandelbrojt och ytterligare ett par franska matematiker kom han senare att bilda Bourbaki, en grupp som haft mycket stort inflytande över 1900-talets matematik. 
Cartan var känd för sina arbeten inom algebraisk topologi, komplex analys i flera variabler, och homologisk algebra. Tillsammans med Samuel Eilenberg skrev han boken Homological Algebra (1956), som blev ett viktigt standardverk inom området. Hans seminarier, Le séminaire Cartan, som han ansvarade för under åren 1948-1964, fick stort inflytande på den tidiga efterkrigstidens matematik, och bland seminariernas aktiva deltagare märktes Jean-Pierre Serre och Alexander Grothendieck. 
Han var också engagerad i människorättsfrågor, och arbetade speciellt för att hjälpa dissidenter, främst matematiker, i Sovjet och andra länder under 1970-talet. Han förespråkade ett federaliserat Europa. 
Cartan var ledamot av Franska vetenskapsakademin från 1974. Han var utländsk ledamot av Finska Vetenskapsakademien,  Det Kongelige Danske Videnskabernes Selskab, Royal Society, Rysslands Vetenskapsakademi, Kungliga Vetenskapsakademien, The National Academy of Sciences, Polska vetenskapsakademin och flera andra. Han tilldelades Wolfpriset i matematik 1980.